# Tōno
Tōno (遠野市 Tōno-shi?) es una ciudad localizada en la prefectura de Iwate, Japón. En octubre de 2019 tenía una población estimada de 25.974 habitantes y una densidad de población de 31,4 personas por km². Su área total es de 825,97 km².

## Geografía

### Localidades circundantes
- Prefectura de Iwate
  - Hanamaki
  - Kamaishi
  - Miyako
  - Ōshū
  - Ōtsuchi
  - Sumita

## Demografía
Según los datos del censo japonés, esta es la población de Tōno en los últimos años.
| 1995   | 2000   | 2005   | 2010   | 2015   |
| ------ | ------ | ------ | ------ | ------ |
| 33.898 | 33.108 | 31.402 | 29.331 | 28.062 |

## Relaciones internacionales

### Ciudades hermanadas
- Salerno, Italia – desde el 8 de agosto de 1984
- Chattanooga, Estados Unidos – desde el 15 de septiembre de 2017